# Saleignes
Saleignes település Franciaországban, Charente-Maritime megyében. Lakosainak száma 57 fő (2022. január 1.). Saleignes Les Éduts, Romazières, Vinax és Aubigné községekkel határos.

## Népesség
A település népessége az elmúlt években az alábbi módon változott:
| Lakosok száma | 138  | 117  | 97   | 68   | 62   | 61   | 62   | 59   | 58   | 57   |
|               | 1968 | 1982 | 1990 | 2006 | 2013 | 2015 | 2017 | 2019 | 2020 | 2022 |